# Iresine ajuscana
Iresine ajuscana là loài thực vật có hoa thuộc họ Dền. Loài này được Suess. & Beyerle mô tả khoa học đầu tiên năm 1935.